# 稲原村
稲原村（いなはらむら）は、和歌山県日高郡にあった村。現在の印南町の北西部、紀勢本線・稲原駅の周辺および御坊市明神川にあたる。

## 地理
- 山岳：講山、寺山、琴平山、黒岩山、青垣内山、雨乞山、橋免山、赤松山
- 河川：印南川、王子川

## 歴史
- 1889年（明治22年）4月1日 - 町村制の施行により、印南原村・南谷村・立石村・山口村・明神川村の区域をもって発足。
- 1956年（昭和31年）9月30日 - 印南町と合併し、改めて印南町が発足。同日稲原村廃止。

## 村政
行政区は印南原、南谷、山口、立石、明神川。村長、助役、収入役は以下の通りである。

### 村長
- 岡本英秋[1]
- 山西藤七[1]
- 夏目康太郎[1]
- 笹野梅太郎[1] - 篤農家[2]、農業、和歌山県多額納税者、南海紙業、南海信託各取締役である。
- 清水亀蔵[1]
- 二階俊太郎[3]

### 助役
- 山西松之助[1]

### 収入役
- 湯川熊右衛門[1]

## 経済

### 産業
1930年に刊行された『市町村治績録 改訂第2版』によると、産物は農産264341円、林産56348円、水産30670円、工産8025円。
農業
土地は田290町1反、畑56町2反。『大日本篤農家名鑑』によれば、稲原村の篤農家は笹野姓の人物がいた。

## 人口
1930年に刊行された『市町村治績録 改訂第2版』によると、戸数520、人口2764。

## 施設
- 尋常小学校[1]
- 尋常高等小学校[1]

## 交通

### 鉄道路線
- 日本国有鉄道
  - 紀勢西線（現・紀勢本線）
    - 稲原駅

### 道路
現在は旧村域を阪和自動車道が通過するが、当時は未開通。

## ゆかりのある人物
- 二階俊博（政治家） - 自由民主党衆議院議員。稲原村長をつとめた二階俊太郎の息子で稲原小学校に入学、終戦後御坊小学校に転入した[4]。